# Don (Norte)
Don é uma comuna francesa na região administrativa de Altos da França, no departamento do Norte. Estende-se por uma área de 2.32 km². Em 2010 a comuna tinha 1 325 habitantes (densidade: 571,1 hab./km²).